# 가브리 폰테
가브리엘레 폰테(Gabriele Ponte, 1973년 4월 20일~), 간단히 가브리 폰테(Gabry Ponte)는 이탈리아의 디스크자키이다. 1998년 에펠 65에 합류하여 에펠 65의 멤버가 되었다.